# Edificio Pedro A. López
El Edificio Pedro A. López es una construcción ubicada en el costado sur de la avenida Eje Ambiental de la localidad de La Candelaria de la ciudad de Bogotá. Se construyó entre 1919 y 1924, realizándose una reforma en los años 1930 y otra una década más tarde. En la actualidad es la sede del Ministerio de Agricultura y de una oficina del Banco Davivienda. Se encuentra frente al Palacio de San Francisco y justo al lado del Edificio Henry Faux.

## Características
El edificio fue diseño por Robert Farrington y construido por Fred T. Ley, que eran por su parte los autores del edificio Chrysler en Nueva York. Para su construcción se emplearon estructuras de acero atornilladas y revestidas en concreto, lo cual constituyó una novedad para la ingeniería colombiana. Del mismo modo, fue la primera construcción desarrollada en el país en contar con un ascensor eléctrico y con grandes vidrieras.
Durante sus primeros años fue la sede del banco Pedro A. López, que fue vendida en 1923 al Banco de la República. Fue asimismo la sede de la Federación Nacional de Cafeteros de Colombia.
Tiene estructura de acero con un revestimiento en concreto, inusual en ese entonces en la ciudad. Entre 1931 y 1932 se le adicionó un piso, y entre 1944 y 1948 se ocupó su patio central, alrededor del cual se organiza el resto de la estructura. Cuenta con una característica fachada de piedra, con una distribución tripartita, en la que se destacan las columnas del segundo cuerpo.
En sus alrededores se encuentran el edificio El Tiempo y la antigua sede de El Espectador, lo mismo que la iglesia de San Francisco, el palacio de San Francisco, el Banco de La República y el edificio Cubillos.

## Galería

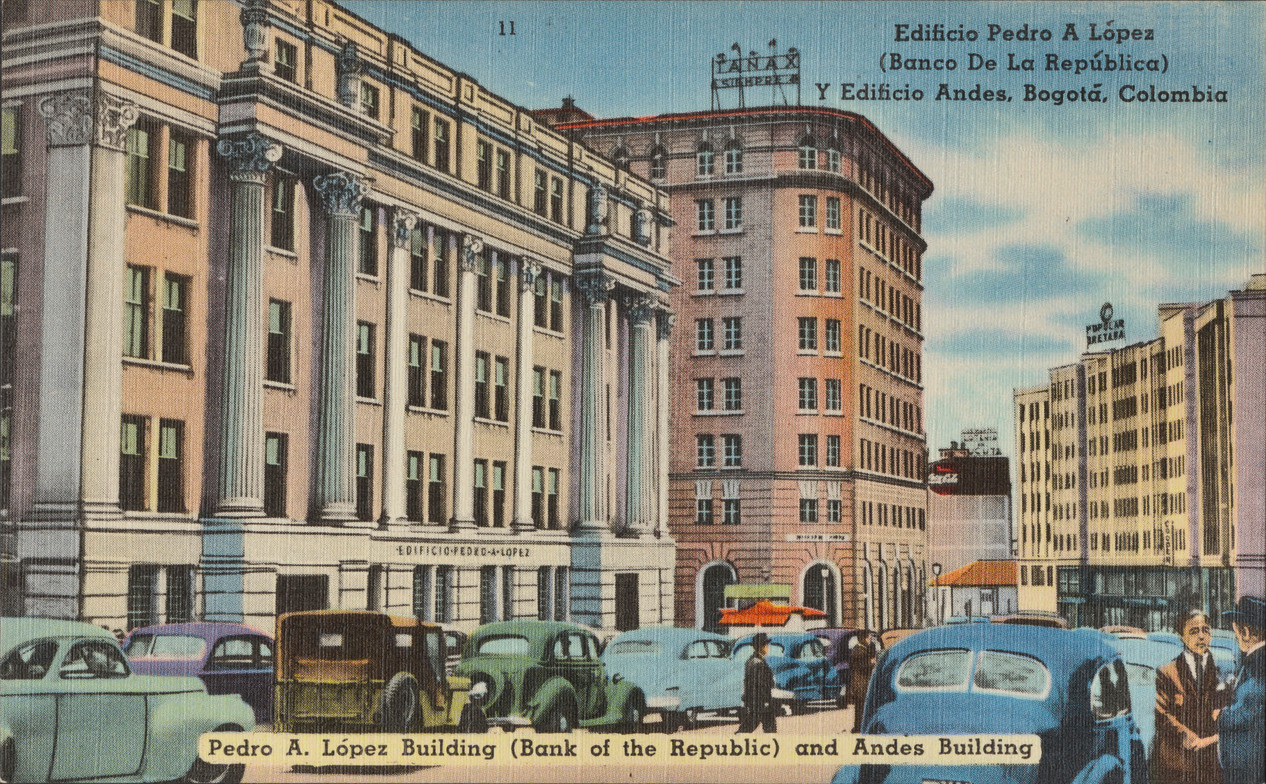
Postal de los años 1940 con el Edificio Cubillos
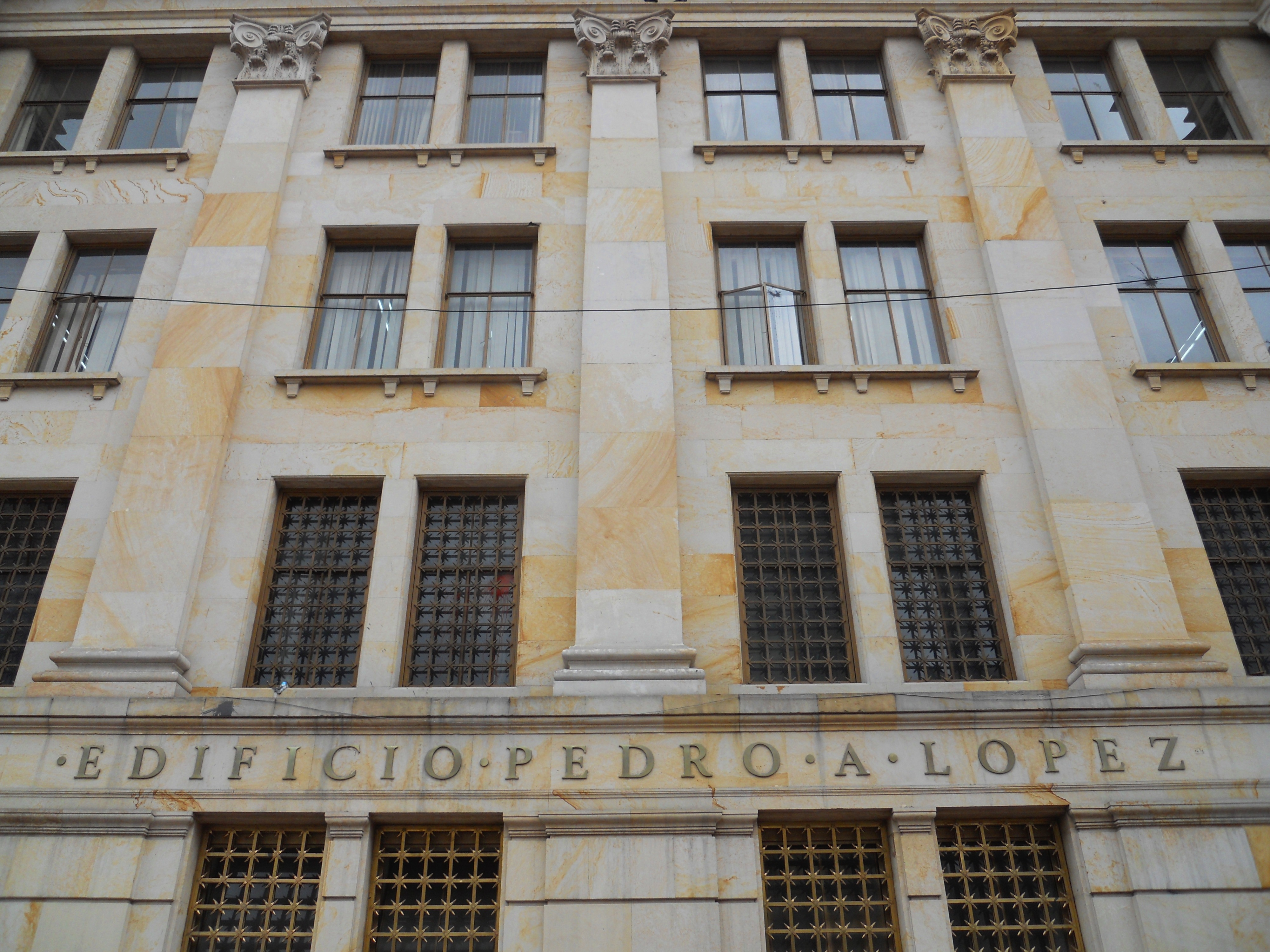
Pilastras de la fachada
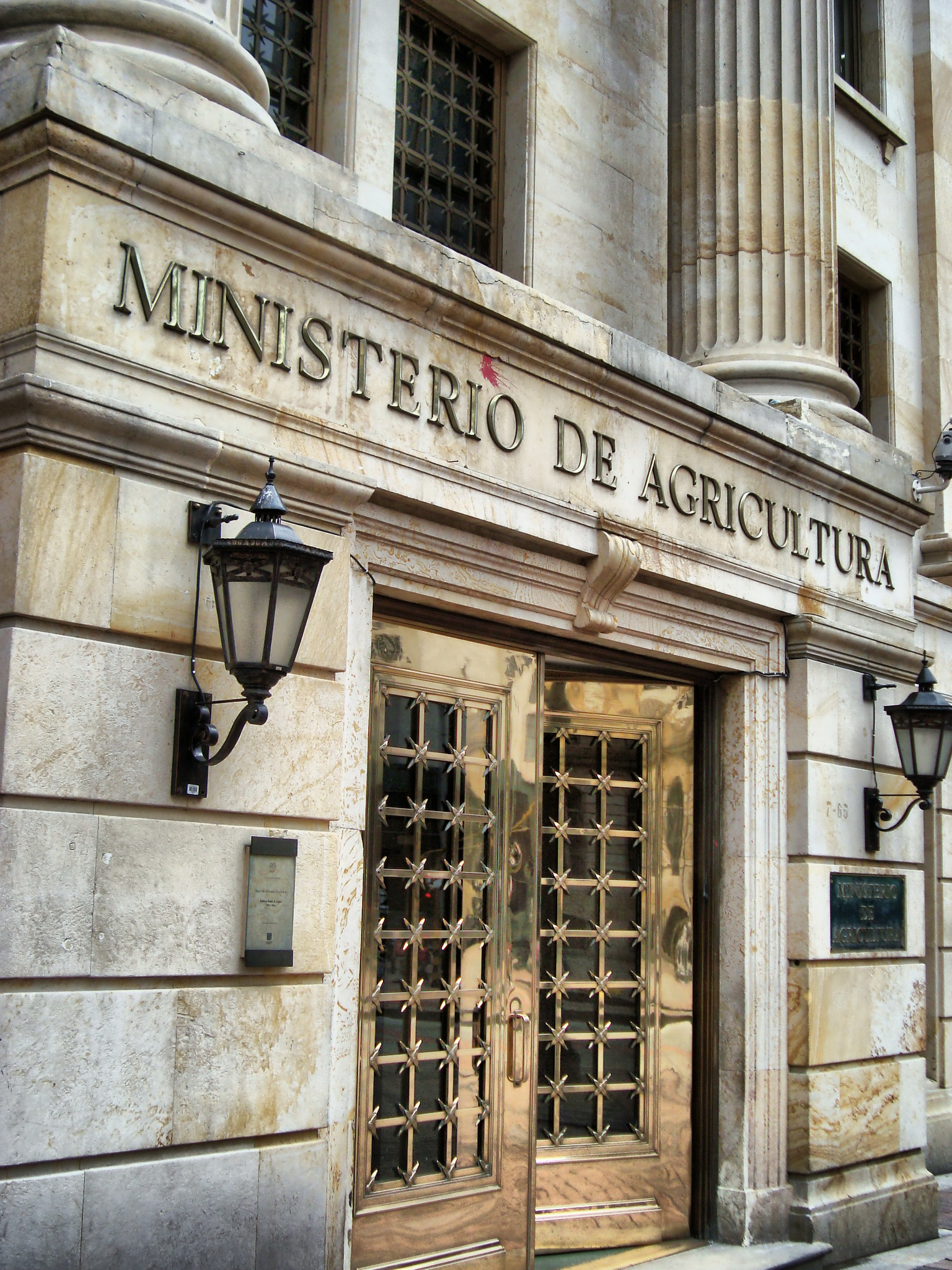
Puertas
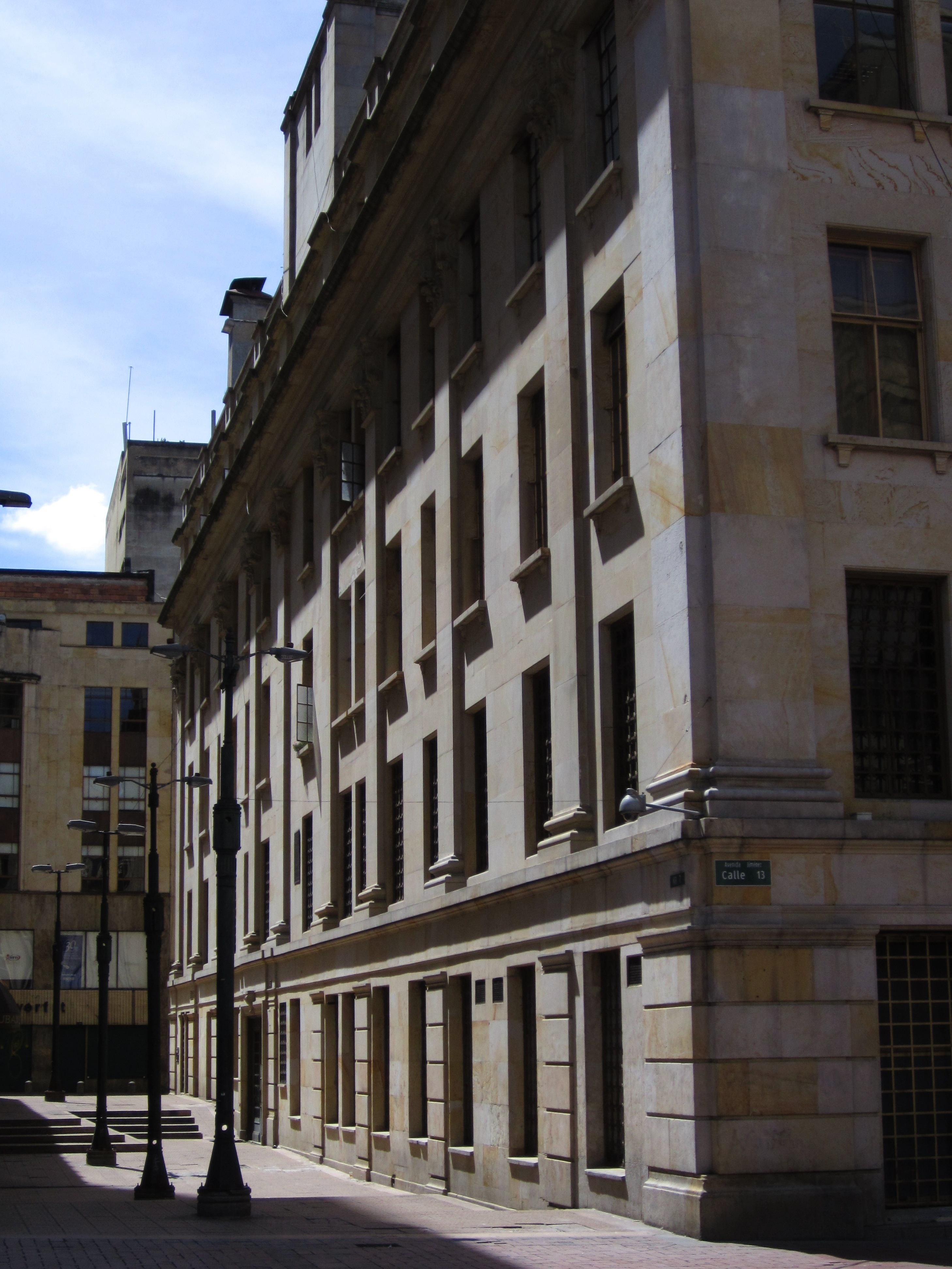
Costado oriental